# Evgueni Malinine
Pour les articles homonymes, voir Malinine.
Evgueni Vassilievitch Malinine (en russe : Евгений Васильевич Малинин), né à Moscou (Union soviétique) le 8 novembre 1930 et mort à Hoof (commune de Schauenburg, arrondissement de Cassel, Allemagne) le 6 avril 2001 , est un pianiste et pédagogue russe.
Malinine fut assistant du professeur Heinrich Neuhaus à partir de 1957 puis lui-même professeur au Conservatoire Tchaïkovski de Moscou après 1963. Sa carrière internationale débuta par plusieurs prix lors des concours de Budapest, Varsovie (Chopin), et Paris (Marguerite Long). Il donna régulièrement de nombreuses classes de maître à Paris et en France dans les années 1980.